# Manota clinochaeta
Manota clinochaeta är en tvåvingeart som beskrevs av Heikki Hippa 2008. Manota clinochaeta ingår i släktet Manota och familjen svampmyggor.
Artens utbredningsområde är Madagaskar. Inga underarter finns listade i Catalogue of Life.